# Свети архијерејски синод Православне охридске архиепископије
Свети архијерејски синод Православне охридске архиепископије је јерархијско представништво и црквенозаконодавна власт у Православној охридској архиепископији под јурисдикцијом Српске православне цркве.
Предсједник Светог архијерејског синода је архиепископ охридски.

## Историја
Македонски митрополит велешки и повардарски у расколу Јован (Вранишковски) прихватио је 22. јуна 2002. године Споразум о васпостављању црквеног јединства, а затим га је Свети архијерејски сабор Српске православне цркве изабрао 23. септембра 2002. године за егзарха патријарха српског за све епархије Охридске архиепископије са титулом „митрополит велешки и повардарски и егзарх охридски“. Сљедеће године, 23. маја, као викарни епископи егзарху охридском назначени су епископ велички и мјестобљуститељ полошко-кумановски Јоаким (Јовчевски) и епископ дремвички и мјестобљуститељ битољски Марко (Кимев). Њих тројица чинила су први састав Светог архијерејског синода након што је конституисан 25. децембра 2003. године. Сљедеће године, 16. августа, Свети архијерејски синод је изабрао епископа величког Јоакима (Јовчевског) за епархијског архијереја упражњене Полошко-кумановске епископије.
Након што су патријарх српски и Свети архијерејски сабор Српске православне цркве донијели Томос о црквеној аутономији Православне охридске архиепископије (24. маја 2005) образована је Митрополија скопска и шест епископија (Преспанско-пелагонијска, Брегалничка, Дебарско-кичевска, Полошко-кумановска, Велешко-повардарска и Струмичка). Од тада, митрополит велешки и повардарски и егзарх охридски Јован (Вранишковски) носи титулу „архиепископ охридски и митрополит скопски“. Владика Јоаким (Јовчевски) је постао и мјестобљуститељ дебарско-кичевски, а владика Марко (Кимев) изабран за епископа брегалничког. Викарне титуле, велички и дремвички, остале су упражњене. Године 2006. Свети архијерејски синод је изабрао Давида (Нинова) за викарног епископа стобијског, а 2008. постао је и мјестобљуститељ струмички.

## Састав
Свети архијерејски синод Православне охридске архиепископије има сљедећи састав:
- архиепископ охридски и митрополит скопски и мјестобљуститељ велешко-повардарски — Јован (Вранишковски);
- епископ полошко-кумановски и мјестобљуститељ дебарско-кичевски — Јоаким (Јовчевски);
- епископ брегалнички и мјестобљуститељ битољски — Марко (Кимев);
- викарни епископ стобијски и мјестобљуститељ струмички — Давид (Нинов).

## Дјелокруг
Према Споразуму о васпостављању црквеног јединства (2002) аутономна Охридска архиепископија има свој Свети архијерејски синод и поглавара. У складу са општеважећим канонским нормама има самосталност у свом унутрашњем животу и црквено-пастирским дјелатностима.
Свети архијерејски синод Православне охридске архиепископије:
- одлучује о оснивању нових и арондацији постојећих епархија и о томе службено извјештава патријарха српског;
- суди епископима, с тим да се број епископа који недостају за сабор од најмање дванаесторице епископа узима из Српске православне цркве;
- бира епархијске архијереје и викарне епископе.

Да би пуноважно одлучивао, потребно је да присуствује 2/3 епархијских архијереја. О одлукама се може гласати јавно или тајно. У случају јавног гласања, гласа се „за“ или „против“ и гласање почиње од најмлађег архијереја до најстаријег. Посљедњи гласа предсједник Светог архијерејског синода. На синодским сједницама записник води архисекретар или његов замјеник. Одлуке Светог архијерејског синода извршава Свети синод.